# Улица Висариона Павловића
| · Улица · Висариона Павловића | · Улица · Висариона Павловића          |
| ----------------------------- | -------------------------------------- |
|                               |                                        |
| Општина                       | Чукарица                               |
| Почетак                       | Улица Туниска                          |
| Крај                          | Улица Мајданпечка                      |
| Дужина                        | око 200 m                              |
| Ширина                        | од 5-10 m                              |
| Створена                      | друга половина 20. века                |
| Названа                       | по епископу бачком Висариону Павловићу |
| Стари називи                  | Изворска                               |
|                               |                                        |
|                               |                                        |
|                               |                                        |

Улица Висариона Павловића је улица која повезује Мајданпечку улицу са Туниском улицом. Налази се на територији општине Чукарица.

## Име улице
Улица је добила име Висариону Павловићу, епископу бачком у периоду од 1731-1756. године.

## Историја
Улица је настала у другој половини 20. века у периоду када се Чукарица нагло преобразила из скромног радничког насеља са понеком кућом на спрат у модерно градско насеље. Нова стамбена изградња спојила је сеоска насеља с градом, а на некадашњим пашњацима појавиле су се нове градске четврти.
Улица Висариона Павловића је пре била један део Изворске улице.

## Улицом Висариона Павловића
Улица се протеже од Мајданпечке улице до Туниске улице. Налази се непосредно изнад Улице Петра Мартиновића и у њој је углавном стамбена градња.

## Суседне улице
1. Туниска
2. Петра Мартиновића
3. Мајданпечка

## Галерија
- Поглед из Мајданпечке улице
- Поглед према Улици Петра Мартиновића
- Поглед према Туниској улици
- Нове стамбене зграде